# Euonymus alatus
Euonymus alatus är en benvedsväxtart. Euonymus alatus ingår i släktet Euonymus och familjen Celastraceae.

## Underarter
Arten delas in i följande underarter:
- E. a. striata
- E. a. alatus
- E. a. sacrosancta
- E. a. apterus
- E. a. rotundatus

## Bildgalleri

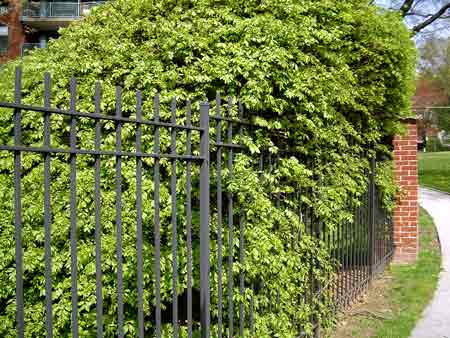